# Roland Järverup
Roland Järverup är en figur spelad av Robert Gustafsson och ursprungligen skapad av Killinggänget. Han kommer från Karlskoga i Värmland.
Järverup dök upp för första gången i filmen Torsk på Tallinn från 1999. I Dansbandskampen 2008 dök Järverup upp igen med sitt dansband Rolandz och under sommaren 2009 turnerade Gustafsson runt i Sverige som Roland Järverup i dansbandet och spelade samtidigt huvudrollen i långfilmen Rolandz – the Movie.  I Sommarkrysset 2011 visades en reportageserie där han letade reda på sin far som slutade med att han fick reda på att hans far var Christer Sjögren och han har en halvsyster som heter Katarina.

## Torsk på Tallinn
I filmen Torsk på Tallinn framkommer att Järverup är en lågmäld, prydlig och noggrann man bosatt ensam i sin villa i Värmland. Han berättar att han har två bilar, tre syskon och ett bra arbete, och beskriver sig själv som en ganska nöjd man i sina bästa år, förutom att han saknar en livskamrat. Dansband är hans stora passion, men han uppskattar även att laga vällagad och välsmakande mat som flamberad fläskfilé, och är en stolt ägare till ett recept(box)skrin/-kartotek.
Eftersom han är en samlare har han alla sina idolbilder, programblad, tidningsurklipp, biljetter och citat från sina dansbandsupplevelser förvarade i en pärm som han döpt till "danspärmen". Under sin resa till Tallinn träffar han Eda, en estnisk kvinna som han förälskar sig i. Men till sin fasa finner han henne på reskamraternas rum. När han återvänder hem till Sverige är han lika ensam igen, men försöker se det från den ljusa sidan, "det var roligt att se Estland i alla fall".
Nästan tio år senare bestämmer sig Roland Järverup för en nystart i livet och blir sångare i ett nystartat dansband, Rolandz, uppkallat efter honom. 

## Rolandz relationsråd
Under 2012 sände Sveriges Radio P4 programmet Rolandz relationsråd där rollfiguren Järverup tillsammans med Thomas Deutgen samtalade med kända personer utifrån olika teman för relationer. Det gällde bland annat vett och etikett med Magdalena Ribbing, dans med Tony Irving och mat med Carl Jan Granqvist.